# Préstame tu marido
Préstame tu marido es una película dramática colombiana de 1973 dirigida por Julio Luzardo con guion de Jaime Santos y el propio Luzardo. Contó con las actuaciones de Julio César Luna, Lyda Zamora, Frankie Linero, Consuelo Luzardo y Roberto Reyes en los papeles principales.

## Sinopsis
Una dama que vive sola en la ciudad de Bogotá le miente constantemente a sus padres que viven en otra ciudad. Ella les asegura que tiene una feliz relación matrimonial con un gran hombre de negocios. Ante la inminente visita de sus progenitores, esta dama debe idear una farsa para hacerles creer que está felizmente casada y tiene una linda familia y debe hacer uso de disparatadas estrategias para demostrarlo.

## Reparto
- Julio César Luna
- Lyda Zamora
- Frankie Linero
- Consuelo Luzardo
- Roberto Reyes